# Aqua (satelita)
Aqua (EOS PM-1) – międzynarodowy satelita naukowy na niskiej orbicie okołoziemskiej (LEO) obsługiwany przez NASA, wystrzelony 4 maja 2002 na pokładzie rakiety nośnej Delta II z bazy sił powietrznych Vandenberg, badający opady atmosferyczne, parowanie oraz ogólny obieg wody w przyrodzie. Satelita ten jest drugim pod względem ważności elementem Systemu Obserwacji Ziemi (ang. Earth Observing System), w skrócie EOS, pierwszym elementem systemu jest Terra (wystrzelona w 1999), natomiast trzecim Aura, wystrzelona w roku 2004.
Nazwa Aqua pochodzi od łacińskiej nazwy wody. Satelita porusza się po orbicie synchronicznej ze Słońcem. Wchodzi w skład formacji satelitów nazywanej A-Train, złożonej z kilku obiektów (Aura, CALIPSO, Cloudsat, OCO-2, Shizuku i francuski PARASOL).

## Instrumenty naukowe
Aqua przenosi sześć instrumentów naukowych, których zadaniem jest studiowanie obiegu wody na powierzchni lądów i oceanów oraz w atmosferze: 
- AMSR-E — Advanced Microwave Scanning Radiometer for EOS – bada właściwości chmur, temperaturę powierzchni oceanów oraz prędkość wiatru przy powierzchni Ziemi.
- MODIS — Moderate Resolution Imaging Spectroradiometer – bada właściwości chmur, strumieniowy przepływ energii oraz stężenie i właściwości aerozoli w atmosferze, pochodzące z pożarów lub wybuchów wulkanów. Ten przyrząd badawczy znajduje się również na pokładzie satelity Terra.
- AMSU-A — Advanced Microwave Sounding Unit – dokonuje pomiarów temperatury oraz wilgotności powietrza atmosferycznego.
- AIRS — Atmospheric Infrared Sounder – pomiary temperatury i wilgotności powietrza oraz temperatury powierzchni lądów i oceanów.
- HSB — Humidity Sounder for Brazil – pracujący w zakresie fal VHF sprzęt badający wilgotność atmosfery. Stworzony przez Instituto Nacional de Pesquisas Espaciais w Brazylii. HSB był instrumentem eksperymentalnym aż do 5 maja 2003.
- CERES — Clouds and the Earth's Radiant Energy System – bada strumieniowy przepływ energii w atmosferze.

## Wymiary
Aqua ma masę około 2850 kg (6300 lb), plus około 230 kg paliwa (510 lb) (w momencie wystrzelenia). Złożony satelita ma wymiary: 2,68 x 2,49 x 6,49 m. Po rozłożeniu Aqua ma rozmiary 4,81 x 16,70 x 8,04 m.